# Pygopleurus cyaneoviolaceus
Pygopleurus cyaneoviolaceus är en skalbaggsart som beskrevs av Victor Ivanovitsch Motschulsky 1859. Pygopleurus cyaneoviolaceus ingår i släktet Pygopleurus och familjen Glaphyridae. Utöver nominatformen finns också underarten P. c. versicolor.